# Clepticus parrae
 Clepticus parrae és una espècie de peix de la família dels làbrids i de l'ordre dels perciformes.

## Morfologia
Els mascles poden assolir els 30 cm de longitud total i els 320 g de pes.

## Distribució geogràfica
Es troba des de Bermuda, les Bahames i el sud de Florida (Estats Units) fins al nord de Sud-amèrica.